# Gomesa colnagoi
Gomesa colnagoi är en orkidéart som först beskrevs av Guido Frederico João Pabst, och fick sitt nu gällande namn av Mark W. Chase och Norris Hagan Williams. Gomesa colnagoi ingår i släktet Gomesa och familjen orkidéer. Inga underarter finns listade i Catalogue of Life.